# Беата Ундине
Беата Ундине (на английски: Beata Undine) е латвийска порнографска актриса, родена на 20 юни 1988 година, Латвия. Дебютира в порнографската индустрия през 2008 година, когато е на 20 години.

## Филмография
- Amateur Anal Attempts 23 (2010)
- Sex Carnage 2 (2008)
- Sex Carnage 3 (2008)